# Bjarni Thorarensen
Bjarni Vigfússon Thorarensen (30. prosince 1786, Kjalarnes, dnes součást Reykjavíku – 25. srpna 1841, Möðruvellir v Hörgárdaluru) byl islandský právník, úředník a romantický básník.

## Život a dílo
Bjarni Thorarensen pocházel z prominentní rodiny soudce. Nejprve se vzdělával u soukromých učitelů, pak roku 1803 začal studoval práva na Kodaňské univerzitě a studium dokončil roku 1806. Při studiích navštěvoval přednášky dánsko-německého filozofa Henrika Steffense, který uvedl do Dánska romantismus. Velký vliv na něj měli také Adam Oehlenschläger, Esaias Tegnér a Friedrich Schiller.
Pobyt v zahraničí v něm zvýšil jeho nostalgickou oddanost Islandu, který považoval na rozdíl od Dánska za kolébku hrdinství. V cizině také napsal svou báseň Eldgamla Ísafold (tiskem 1819, Starobylý Island), která se na Islandu stala celonárodně uznávanou písní. Roku 1811 se vrátil na Island a pracoval jako zástupce soudce a od roku 1817 jako soudce Nejvyššího soudu. Roku 1833, se stal zástupcem guvernéra severního a východního Islandu. Zemřel nečekaně na mrtvici ve svém sídle v Möðruvellir v Hörgárdaluru v noci z 24. na 25. srpna 1841 a je zde také pohřben.
Bjarni Thorarensen ve svém díle vyšel z klasicismu, ale brzy se stal jedním z hlavních propagátorů romantismu na Islandu. Patří mezi nejvýznamnější islandské básníky před Jónasem Hallgrímssonem. Jónas Bjarniho dílo nesmírně obdivoval a pečlivě ho studoval a jeho vlastní raná poezie je jí hluboce ovlivněna. Oba dva se poměrně dobře znali a měli vzájemný velký respekt k práci toho druhého.
Bjarni obdivoval staré islandské tradice a snažil se o návrat Islanďanů zpět k jejich vlastní minulosti, například v básni Thú nafnkunna landid (Ty věhlasná země).  K jeho nejlepším dílům patří milostné básně a elegie. V básni Veturinn (Zima) se ukázal jako portrétista přírody. Jeho básně vycházeli časopisecky, knižně jako Kvæði (Básně) roku 1847 a jako celek v roce 1935.
Politicky byl spojen s „muži z Fjölniru" („Fjölnismenn"), skupiny kolem národního islandského časopisu založeného Jónasem Hallgrímssonem, a propagoval obnovení Althingu (islandského parlamentu). Roku 1816 patřil k zakladatelům Islandské literární společnosti („Hið íslenska bókmenntafélag")